# Krušedol Selo
Krušedol Selo (cyr. Крушедол Село) – wieś w Serbii, w Wojwodinie, w okręgu sremskim, w gminie Irig. W 2011 roku liczyła 340 mieszkańców.